# Луцій Автроній Пет
Лу́цій Автро́ній Пет (лат. Lucius Autronius Paetus; I століття до н. е.) — політичний, державний та військовий діяч часів пізньої Римської республіки, консул-суффект 33 року до н. е.

## Біографія
Походив з плебейського роду Автроніїв, його гілки Петів. Син учасника заколоту Катіліни Публія Автронія Пета, якого було обрано консулом 65 року до н. е., але він так і не вступив у повноваження через звинувачення у підкупі виборців, тому його в джерелах іменують консулом-десігнатом.
Під час громадянських воєн 30-х років до н. е. він був прихильником майбутнього римського імператора Октавіана Августа і в нагороду за це отримав посаду консула-суффекта на 33 рік до н. е. 1 січня того року він і його колега по консулату Луцій Флавій замінили Октавіана і Луція Волкація Тулла, які пробули консулами всього кілька годин. 1 травня Луцій Автроній і Луцій Флавій у свою чергу поступилися повноваження наступній парі магістратів.
У 29 або 28 році до н. е. Луцій Автроній був проконсулом провінції Африка. Під час намісництва він був проголошений імператором своїми воїнами, а після повернення до Риму в 28 році до н. е. відсвяткував тріумф.
З того часу про подальшу долю Луція Автронія Пета згадок немає.